# Kriukowo (rejon borisowski)
Kriukowo (ros. Крюково) – wieś w Rosji, w obwodzie biełgorodzkim, w rejonie borisowskim. W 2010 liczyło 919 mieszkańców.